# Carabodes littoristicus
Carabodes littoristicus är en kvalsterart som först beskrevs av Robert Gatlin Reeves 1997.  Carabodes littoristicus ingår i släktet Carabodes och familjen Carabodidae. Inga underarter finns listade.